# Методики творчості

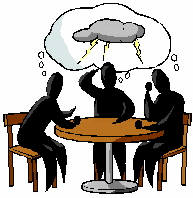
Мозковий штурм — популярна техніка творчості.

Мето́дики тво́рчості — методи підтримки творчості для цілеспрямованого генерування оригінальних ідей, знаходження альтернативних підходів до звичних задач та розв'язання проблем. Методики творчості допомагають чіткіше формулювати задачі, прискорювати процес знаходження ідей, а також збільшувати їх кількість, розширювати погляд на проблему та знищувати ментальні блокади. Методики не є алгоритмами, слідуючи яким обов'язково буде знайдено розв'язання задачі, натомість вони дають напрямок і дисципліну ходу думок і збільшують імовірність одержання добрих ідей. Методики скорочують час пошуку ідей організуючи та роблячи ефективнішим сам процес пошуку. Методи можуть використовуватися як індивідуально, так і в групах.

## Загальні особливості методик творчості
Більшість методик творчості досягають бажаного результату — створення оригінальних ідей — шляхом керування увагою при розгляді проблеми. Це може означати усвідомлення та варіацію всіх припущень та якостей задачі (наприклад, галузі застосування, матеріали, традиційні способи вирішення завдань тощо). Для керування увагою застосовують також методи постановки оберненої задачі, коли, наприклад, замість бажання покращити певну річ свідомо ставиться завдання її погіршити. Або проблема розглядається з неочікуваних сторін та інших точок зору. Іншою загальною особливістю є асоціативне створення нових ідей на основі старих. При цьому, основою добрих ідей можуть бути і фантастичні або неможливі ідеї, оскільки вони дозволяють вийти зі звичного поля (рамок) сприйняття. 
Застосовуючи методики генерації ідей, є сенс розділяти процес створення ідей від їхньої оцінки. Це дозволяє вільніше генерувати ідеї на першому етапі і концентруватися спершу на оригінальності і лише згодом на практичності.

## Школи творчого мислення
Підхід до творчості як процесу, що може бути організованим та оптимізованим, був розроблений декількома піонерами в цій галузі.

### Мозковий штурм (Алекс Осборн)
Відомий метод мозкового штурму (ґенерування ідей) запропонував американський менеджер реклами Алекс Осборн у своїй книзі «Ваша творча сила» (англ. Your Creative Power, 1948 р.). Цю методику спочатку використовували у фірмі BBDO, де працював Осборн. Осборну належить також розробка процесу розв'язання проблем, який він розбив на шість кроків: знаходження цілі, збирання фактів, знаходження проблеми, пошук ідей, пошук рішення та пошук прийняття рішення. Для стимуляції систематичного пошуку ідей Осборн запропонував використовувати список питань до різних аспектів проблеми.

### Латеральне мислення (Едвард де Боно)
Британський лікар Едвард де Боно запропонував велику кількість методик творчості та мислення. Він є автором поняття латеральне мислення, яке відрізняється від заснованого на звичних патернах вертикального мислення, тим, що ставить під питання вихідні умови. Одним з прикладів латерального мислення є техніка шести шапок (біла — аналітичне мислення, червона — емоційне мислення, чорна — критичне мислення, жовта — оптимістичне мислення, зелена — творче мислення, синя — мислення у великій перспективі). У метафоричному розумінні, вдягаючи кожну з шапок людина може поглянути на проблему з декількох точок зору.

### Синектика (Вільям Гордон)
Методика творчості під назвою синектика була розроблена Вільямом Гордоном та Джорджем Прінсем в компанії Arthur D. Little Invention Design Unit в 1950 рр. У методиці учасники намагаються «зробити відоме дивним, а дивне — відомим». Методика складається з десяти кроків: аналіз та визначення проблеми, пропозиції спонтанних розв'язань проблеми, нове формулювання проблеми, побудова прямих аналогій, побудова особистих аналогій, побудова символічних аналогій, знову побудова прямих аналогій, аналіз прямих аналогій, перенесення аналогій на проблему та розробка підходів до рішення.

### Теорія розв'язку винахідницьких задач (Генріх Альтшулер)
Радянський винахідник Генріх Альтшулер запропонував методику теорії розв'язку винахідницьких задач (відома під абревіатурою ТРИЗ від рос. теория решения изобретательских задач) для підвищення ефективності винахідницької роботи в сфері технічних наук. Проаналізувавши велику кількість патентів, Альтшулер зробив висновок, що існує сорок стандартних прийомів, які використовують винахідники. Автор методики розробив алгоритм розв'язання винахідницьких задач.

## Практичне застосування
Методики стимуляції творчого мислення застосовуються в багатьох сферах життя, які вимагають оригінальних ідей. Серед іншого, використання методик таких як теорія розв'язку винахідницьких задач та морфологічний аналіз розповсюджене серед інженерів та винахідників. Методики латерального мислення застосовуються в сфері бізнесу та реклами. Метод Волта Діснея та мозковий штурм використовуються під час дискусій з проблемних питань різних галузей. Методика SCAMPER часто використовується для розробки нових продуктів.
Часто для полегшення процесу розв'язання проблем творчим шляхом використовують графічне зображення ідей у вигляді карт розуму(асоціативних карт), діаграм Ісікави та подібних прийомів.